# SMS Elbing
El SMS Elbing fue un crucero ligero (Kleiner Kreuzer en alemán) de la clase Pillau de la Armada Imperial Alemana. Recibió su nombre por la ciudad del este de Prusia Elbing. El buque se construía para la Armada Imperial Rusa con el nombre de Admiral Nevelovsk, en los astilleros Schichau-Werft de Danzig en 1913-1914. Al comienzo de la Primera Guerra Mundial, el buque fue confiscado y botado el 21 de noviembre de 1914 con el nombre de SMS Elbing. 

## Diseño
El Elbing se diseñó originalmente con cañones rusos de 130 mm, pero cuando fue requisado, se le montaron cañones alemanes de 150 mm. Tanto el Elbing como su gemelo el SMS Pillau fueron los primeros cruceros alemanes en montarlos, aunque esto retrasó su entrada en servicio hasta septiembre de 1915.

## Historial de servicio
Bajo el mando del comandante Madlung, el buque participó en la Batalla de Jutlandia entre el 31 de mayo y el 1 de junio de 1916, donde fue el primero en abrir fuego, y registró impactos de muy largo alcance sobre el Galatea en los que el proyectil no llegó a estallar. Junto con los cruceros ligeros SMS Hamburg, SMS Stuttgart y SMS Rostock mantuvo un enfrentamiento con una flotilla británica de destructores, en la que recibió un impacto que le causó 4 muertos y 12 heridos.
Durante la noche del 31 de mayo al 1 de junio, el Elbing colisionó con el acorazado alemán SMS Posen. El crucero comenzó rápidamente a embarcar gran cantidad de agua, perdiendo también propulsión. Los esfuerzos por contener los daños resultaron infructuosos, y el buque fue echado a pique por su tripulación a primeras horas de la mañana.